# Nina Franoszek
Nina Franoszek (* 16. März 1963 in Berlin) ist eine deutsche Schauspielerin.

## Leben und Karriere
Nina Franoszek wuchs in Berlin auf. Ihre Mutter Franek ist Malerin, ihr Vater Eduard Franoszek war Professor an der Universität der Künste Berlin. Ende der 1970er und Anfang der 1980er Jahre war Franoszek das Model der Künstler Salomé, G. L. Gabriel und Rainer Fetting (vgl. Neue Wilde).  Sie nahm Tanzunterricht und trat in der von der Neuen Deutschen Welle geprägten Berliner Szene mit verschiedenen Künstlern auf. Mit 17 Jahren wurde Franoszek von Rainer Werner Fassbinder entdeckt. Ihr Kinodebüt gab sie 1982 mit Domino unter der Regie von Thomas Brasch und Sei zärtlich Pinguin unter der Regie von Peter Hajek. Nach dem Abitur absolvierte sie an der Hochschule für Musik und Theater Hannover ein klassisches Schauspielstudium. Engagements für nationale und internationalen Theaterproduktionen folgten.
1989 wurde sie in ihrer ersten englischsprachigen Rolle in dem Kinofilm Buster’s Bedroom besetzt, einer Komödie von Rebecca Horn mit Donald Sutherland und Geraldine Chaplin, die mit dem Deutschen Filmpreis ausgezeichnet wurde. In den folgenden Jahren war Franoszek in zahlreichen Film- und Fernsehproduktionen zu sehen. Sie spielte Episodenhauptrollen u. a. in Tatort, Der letzte Zeuge und der französischen TV-Serie Julie Lescaut, Episode Die Spitze des Dreiecks (L’enfant témoin) (1994).
In durchgehenden weiblichen Hauptrollen konnte man sie in dem deutsch-italienischen TV-Mehrteiler Zwei Männer und die Frauen (1995), Regie Jörg Grünler, und der komödiantischen TV-Serie Körner & Köter (2002–2003), Regie Hans Werner, zusammen mit Max Tidof sehen. Für ihre Hauptrolle in dem Fernseh-Dreiteiler Sardsch erhielt sie 1998 zusammen mit Axel de Roche (Regie & Kamera), Hannes Jaenicke (Hauptdarsteller) und Rolf Hoppe (Hauptdarsteller) den Grimme-Preis. Unter der Regie von Claudia Prietzel spielte Franoszek 1999 im Fernsehfilm Schande, der im selben Jahr mit dem Deutschen Fernsehpreis ausgezeichnet wurde, und Oliver Hirschbiegel inszenierte sie in dem interaktiven TV-Movie Mörderische Entscheidung (1991) und Kommissar Rex (1994). Neben Claudia Michelsen und Devid Striesow trat sie in dem Grimmepreis-nominierten Drama 12 heißt: Ich liebe dich (2007) auf.
Im Kino sah man Franoszek u. a. neben Tilda Swinton in The Party – Nature Morte (1990), Regie Cynthia Beatt, mit Götz Schubert in Der Zimmerspringbrunnen (2001), Regie Peter Timm, und in Roman Polańskis Kinofilm Der Pianist (2002) als polnische Flüchtlingsfrau.
Seit 1998 hat sich Franoszek in Los Angeles einen zweiten Arbeitsschwerpunkt aufgebaut. 1999 gab sie ihr Regiedebüt am Pacific Resident Theater in Los Angeles mit zwei Strindberg-Inszenierungen (Spiel mit dem Feuer, Die Stärkere). Die Hauptrollen spielten Orson Bean, Alley Mills und Paula Malcomson. Es folgten zahlreiche Inszenierungen und szenische Lesungen u. a. mit Eric Braeden und Curt Lowens in der Villa Aurora und dem Goethe-Institut in Los Angeles.
Von ihrer Regiearbeit für den Episodenfilm GG 19 – Deutschland in 19 Artikeln Episode 5 Der große Videoschwindel (2007) hat Franoszek sich distanziert. Ihr Beitrag zur Verfilmung des Grundgesetzes wird im Abspann Alan Smithee zugeschrieben.
In den USA war sie Gaststar in der vielfach ausgezeichneten TV-Serie Mad Men (Episode Jet Set) und sie spielte die schwedische Rolle Gala in der Webserie Easy to Assemble von und mit Illeana Douglas.
2013 spielte sie in der zweiten Staffel von Weissensee die durchgehende Rolle der Psychologin Ute Dannowski und erhielt 2014 mit dem Schauspielensemble den Deutschen Schauspielerpreis für Bestes Ensemble.
In der neunten Staffel von Heidi Klums Germany's Next Topmodel-Folge Expression Edition bringt Franoszek den Kandidatinnen als Schauspielcoach bei, wie man auf Knopfdruck weint, und in dem Videospiel Wolfenstein: The New Order spielt sie die Antagonistin Frau Engel. Sie entwickelte die Figur in Motion Capture unter der Regie von Tom Keegan und ist auch die deutsche Stimme von Frau Engel.
Franoszek ist Mitglied der Deutschen Filmakademie, des Bundesverbands Regie, des Bundesverbands der Film- und Fernsehschauspieler (BFFS) und der amerikanischen Screen Actors Guild (SAG). Sie ist Finalistin des Actor’s Studio und Mitglied der Villa Aurora. Von 2007 bis 2013 war sie Jurorin der International Academy of Television Arts & Sciences.

## Filmografie (Auswahl)

### Kino
- 1982: Domino
- 1982: Sei zärtlich, Pinguin
- 1991: Buster’s Bedroom
- 1991: The Party – Nature Morte
- 1993: Ohne Mich (Kurzfilm)
- 1994: Joint Venture
- 1995: Stille Nacht – Ein Fest der Liebe
- 2000: Casting About
- 2001: Der Zimmerspringbrunnen
- 2001: Marlene Dietrich – Her Own Song
- 2002: Der Pianist
- 2004: Beyond the Sea – Musik war sein Leben
- 2005: Miriam
- 2008: Martha (Kurzfilm)
- 2015: En Route (Kurzfilm)

### Fernsehen
- 1990: Steuergeheimnisse
- 1992: Die Liebesreise des Herrn Matzke
- 1994: Kommissar Rex – Tödliche Teddys (Fernsehserie)
- 1994: Julie Lescaut – Die Spitze des Dreiecks
- 1995: Zwei Männer und die Frauen (deutsch-italienische Fernsehserie)
- 1997: Nur für eine Nacht
- 1998: SK Kölsch – Du sollst nicht stehlen (Fernsehserie)
- 1998: Im Atem der Berge
- 1998: Krambambuli
- 1998: Kommissar Rex – Tod eines Schülers (Fernsehserie)
- 1999: Schande
- 1999: Tatort – Tödliches Labyrinth (Fernsehreihe)
- 2001: Der Zimmerspringbrunnen
- 2002: Tatort – Endspiel
- 2002–2003: Körner und Köter (Fernsehserie)
- 2004: Im Namen des Gesetzes – Das Spiel ist aus (Fernsehserie)
- 2006: Ein Sommer mit Paul
- 2007: 12 heißt: Ich liebe dich
- 2007: The Loop – Windows  (US-Fernsehserie)
- 2008: Mad Men US – The Jet Set (US-Fernsehserie)
- 2009: Jenseits der Mauer
- 2011: Easy to Assemble
- 2011: Scharfe Hunde
- 2013: Children’s Hospital – The Gang Gets Sushi (US-Fernsehserie)
- 2013: Weissensee – Die Rückkehr (Fernsehserie)
- 2013: Weissensee – Julia (Fernsehserie)
- 2014: Germany's Next Topmodel Schauspielcoach
- 2016: Katie Fforde – Hexensommer
- 2017: Germany's Next Topmodel Emotioncoach
- 2017: München Mord – Auf der Straße, nachts, allein (Fernsehreihe)
- 2018: Katie Fforde – Familie auf Bewährung
- 2019: Letzte Spur Berlin – Sommersonnenwende
- 2019: Camping mit Herz

## Auszeichnungen
- 1998: Adolf-Grimme-Preis für Sardsch
- 2014: Deutscher Schauspielerpreis Bestes Ensemble in einer Fernsehserie für Weissensee (2 Staffel)